# Telecommerciale Alpina
Telecommerciale Alpina (TCA) è un'emittente televisiva in lingua italiana del Trentino-Alto Adige, nata nel 1981 per contrastare la presenza di RTTR.
Ha aderito a numerosi network e ha stretto accordi con Mediaset per la fornitura di servizi per i telegiornali. Fino al 2003 trasmetteva la diretta della cronoscalata Levico-Vetriolo Panarotta.
Oltre al telegiornale in lingua italiana, ne vengono trasmessi altri in mocheno, cimbro e ladino.

## Storia
Con l'avvento del digitale terrestre, intorno al 2009 TCA cambia nome e diventa Trentino Tv (spesso ancora preceduto dall'acronimo TCA), casa madre di non poche sussidiarie nate per soddisfare al meglio l'informazione in Trentino-Alto Adige: Alto Adige Tv, Südtirol Tv (in lingua tedesca), TML (Tele Minoranze Linguistiche), TNN, SHOP in TV e InfoTrentino. Anche la grafica, come le scenografie degli studi e le sigle, subiscono un radicale restyling in occasione del lancio della tv sul digitale terrestre.